# Capin (Einheit)
Mit Capin wurde eine Zinnmünze und eine Masseneinheit auf der Halbinsel Malakka bezeichnet. Man nutzte zum Beispiel in Tocopa die Münze als Gewicht. Die kegligen Zinnstücke wurden auch Poots genannt. Ein Vis wurde mit 4 Poots gerechnet.
- 1 Puga ≈ 224,87 Gramm oder 229,3 Gramm
- 1 Poot = 3 Pugas
- 1 Vis = 12 Pugas
- 1 Chattak = 64 Pugas
- 1 Seer = 68 4⁄7 Pugas
- 1 Capin = 10 Vis = 40 Poot = 120 Pugas ≈ 27 Kilogramm
- 1 Mound = 2 1⁄3 Seer = 2 1⁄2 Chattak = 160 Pugas
- 1 Bahar = 6 Mound = 8 Capin = 14 Seer = 15 Chattak = 80 Vis = 320 Poot = 960 Pugas ≈ 215,876 Kilogramm (nach Johann H. Bock[1] beträgt der Wert 220,125 Kilogramm)